# Gauliga Poméranie
Pour un article plus général, voir Gauliga.
La Gauliga Poméranie (en Allemand: Gauliga Pommern) est une ancienne ligue de football (de Division 1) imposée par le NSRL en 1933.
Dès leur arrivée au pouvoir en mars 1933, Adolf Hitler et le NSDAP imposèrent une réorganisation administrative radicale à l'Allemagne (voir Liste des Gaue). Administrativement, la "Gau" Poméranie remplaça l’ancienne province prussienne de Poméranie de la République de Weimar.
La Gauliga Poméranie fut démantelée en 1945.

## Généralités
La ligue fut mise sur pied en 1933 par 14 clubs. Elle remplaça les anciennes Oberliga et Bezirksliga qui couvraient précédemment cette région. 
Lors de sa première saison, la ligue compta quatorze clubs qui jouèrent en deux groupes de sept. Ces séries étaient organisées géographiquement, une à Est, l’autre à l’Ouest. Les deux vainqueurs de poule disputèrent une finale aller/retour pour désigner le champion. Celui-ci participa à la phase finale du championnat, jouée par élimination directe. Le dernier classé de chaque groupe fut relégué. Le même principe fut appliqué jusqu’en 1937.
À partir de 1937, la Gauliga Poméranie fut jouée en une seule série de dix équipes. Les deux derniers classés étaient relégués en fin de saison. Ce système fut appliqué pour les saisons 1937-1938 et 1938- 1939.
Au moment du déclenchement de la Seconde Guerre mondiale, la Gauliga Poméranie subit plusieurs restrictions. En effet, le conflit débuta par l’envahissement de la Pologne pays frontalier de cette ligue qui se retrouva donc en zone de guerre. Seuls neuf clubs, répartis en deux groupes, prirent part à la saison 1939- 1940.
Après 1940, la Gauliga Poméranie fut essentiellement dominée par des équipes militaires dont le Luftwaffe-SV Pütnitz. Luftwaffe SV signifiait Luftwaffe Sport Verein en Français Association Sportive de l’Armée de l’air. 
Une fois la Pologne vaincue, la Gauliga Poméranie retrouva un fonctionnement normal et fut encore jouées par groupes. La série de l’Est aligna six équipes alors que celle de l’Ouest en proposa huit. Les trois saisons suivantes, jusqu’en 1944 chaque groupe comporta six clubs.
Sur les douze équipes de la dernière saison jouée jusqu’à son terme (1943-1944), sept émanaient des Forces Armées Allemandes: cinq venaient de la Luftwaffe, une de la Kriegsmarine et une de la Heer, c’est dire de la Wehrmacht.
Alors que la défaite de l’Allemagne nazi parut de plus en plus imminente, la Gauliga Poméranie se réorganisa en six groupes régionaux en vue de la saison 1944-1945. Les équipes n’eurent le temps que de jouer quelques rencontres puis l’arrivée de l’Armée rouge mit fin à toute compétition sportive..

### Après la reddition de l’Allemagne nazie
Après la capitulation sans conditions de l’Allemagne nazie, le territoire allemand fut divisé en quatre zones d’occupation, réparties entre les Alliés. Il y eut une zone américaine, une britannique, une française et une soviétique. Les territoires situés dans l’Est de l’ancienne Gauliga Poméranie devinrent polonais (la ville de Stettin et toute la province située à l'Est de l'Oder). La Pologne reçut cette zone en compensation de celle qu'elle perdait à l'Est (passés à l'URSS). La partie restant allemande fut occupée par les Soviétiques.
Les vestiges du Nazisme furent balayés par les Alliés qui ne manquèrent pas (à juste titre) de démanteler le NSRL. Toute l’organisation sportive allemande, y compris celle des fédérations et des clubs dut être réinstaurée. 
Du point de vue football, Si certains clubs de cette région (re)devinrent polonais, les clubs situés dans la zone restant allemande se retrouvèrent coupés des autres équipes gérées par la DFB. La Guerre froide succéda assez rapidement au second conflit mondial, Les équipes allemandes de l’ancienne Gauliga Poméranie allaient désormais faire partie de la RDA qui organisa la DDR-Oberliga. Sous le joug communiste tous les anciens clubs furent virtuellement dissous et ceux qui perdurèrent reçurent de nouvelles dénominations (dont certaines seront modifiées plusieurs fois par les autorités Est-allemandes). 
Après la réunification allemande de 1990 plusieurs clubs reprendront leur nom d'avant 1945.

## Clubs fondateurs de la Gauliga Poméranie
Ci-dessous, les 14 clubs qui fondèrent la Gauliga Poméranie et leur position en fin de saison 1932-1933:
- Groupe Ouest:
- Stettiner SC, Champion de Poméranie en 1932-33
- Polizei SV Stettin
- SC Preussen 1901 Stettin
- VfL Stettin
- VfB Stettin
- Greifswalder SC
- Viktoria Stralsund

Note: Tous les clubs allemands de ce groupe disparurent après 1945. Des clubs polonais furent ensuite fondés.
- Groupe Est:
- Viktoria Stolp
- SV Preußen Köslin
- Heeres SV Hubertus Kolberg
- SV Viktoria Kolberg
- SV Sturm Lauenburg
- SV Germania Stolp
- SV Phönix Köslin

## Champions et Vice-champions de la Gauliga Poméranie
| Saisons | Champions            | Vice-champions     |
| 1933-34 | Viktoria Stolp       | Stettiner SC       |
| 1934-35 | Stettiner SC         | Viktoria Stolp     |
| 1935-36 | Viktoria Stolp       | Stettiner SC       |
| 1936-37 | Viktoria Stolp       | Polizei SV Stettin |
| 1937-38 | Stettiner SC         | MTV Pommerensdorf  |
| 1938-39 | Viktoria Stolp       | MTV Pommerensdorf  |
| 1939-40 | VfL Stettin          | Germania Stolp     |
| 1940-41 | LSV Stettin          | Germania Stolp     |
| 1941-42 | Luftwaffe-SV Pütnitz | Viktoria Stolp     |
| 1942-43 | Luftwaffe-SV Pütnitz | LSV Kamp           |
| 1943-44 | Luftwaffe-SV Pütnitz | Heer-SV Gross-Born |

## Classements dans la Gauliga Poméranie de 1933 à 1944
| Club                         | 1934 | 1935 | 1936 | 1937 | 1938 | 1939 | 1940 | 1941 | 1942 | 1943 | 1944 |
| ---------------------------- | ---- | ---- | ---- | ---- | ---- | ---- | ---- | ---- | ---- | ---- | ---- |
| Viktoria Stolp               | 1    | 1    | 1    | 1    | 3    | 1    | 2    | 2    | 1    | 2    |      |
| Preußen Köslin               | 2    | 7    |      |      |      |      |      | 6    |      |      | 6    |
| Hubertus Kolberg             | 3    | 2    | 2    | 5    |      |      |      |      | 5    | 4    |      |
| Viktoria Kolberg             | 4    | 6    | 7    |      |      |      |      | 3    | 3    | 3    | 2    |
| Sturm Lauenburg              | 5    | 3    | 5    | 6    |      |      | 5    |      |      |      |      |
| Germania Stolp               | 6    | 4    | 3    | 3    | 4    | 3    | 1    | 1    | 4    | 5    | 5    |
| Phönix Köslin                | 7    |      |      |      |      |      |      | 5    | 2    | 6    |      |
| Stettiner SC                 | 1    | 1    | 1    | 2    | 1    | 4    | 2    | 4    | 4    | 3    | 5    |
| PSV Stettin                  | 2    | 2    | 3    | 1    | 5    | 6    |      |      |      |      |      |
| SC Preussen 1901 Stettin 1   | 3    | 4    | 4    | 4    | 6    | 10   |      | 8    |      |      |      |
| VfL Stettin                  | 4    | 6    | 7    |      |      |      | 1    | 3    | 5    | 6    |      |
| VfB Stettin                  | 5    | 3    | 5    | 7    |      |      |      |      |      |      |      |
| Greifswalder SC              | 6    | 5    | 2    | 3    | 7    | 9    |      |      |      |      |      |
| Viktoria Stralsund           | 7    |      |      |      |      |      |      |      |      |      |      |
| Hertha Schneidemühl          |      | 5    | 4    |      |      |      |      |      |      |      |      |
| Komet Stettin                |      | 7    |      |      |      |      |      |      |      |      |      |
| Pfeil Lauenburg              |      |      | 6    | 4    | 8    | 8    | 4    |      |      |      |      |
| Blücher Gollnow              |      |      | 6    | 5    |      |      |      |      |      |      |      |
| Mackensen Neustettin         |      |      |      | 2    | 10   |      |      |      |      |      |      |
| MTV Pommernsdorf             |      |      |      | 6    | 2    | 2    | 4    | 5    | 6    |      |      |
| SV Borussia/Preussen Stettin |      |      |      |      | 6    | 10   |      | 8    |      |      |      |
| Graf Schwerin Greifswald     |      |      |      |      | 9    |      |      |      |      |      |      |
| Nordring Stettin             |      |      |      |      |      | 5    | 3    | 6    |      |      |      |
| Luftwaffe-SV Pütnitz         |      |      |      |      |      | 7    |      | 2    | 1    | 1    | 1    |
| Stern/Fortuna Stolp          |      |      |      |      |      |      | 3    | 4    | 6    |      |      |
| TSV Swinemünde               |      |      |      |      |      |      | 5    | 7    |      |      |      |
| Luftwaffe-SV Stettin         |      |      |      |      |      |      |      | 1    | 2    | 2    | 2    |
| Luftwaffe-SV Parow           |      |      |      |      |      |      |      |      | 3    | 5    | 4    |
| Luftwaffe-SV Kamp            |      |      |      |      |      |      |      |      |      | 1    |      |
| Luftwaffe-SV Dievenow        |      |      |      |      |      |      |      |      |      | 4    | 6    |
| Heer-SV Gross-Born           |      |      |      |      |      |      |      |      |      |      | 1    |
| Luftwaffe-SV Stolpmünde      |      |      |      |      |      |      |      |      |      |      | 4    |
| Kriegsmarine Swinemünde      |      |      |      |      |      |      |      |      |      |      | 3    |

Source:« Gauliga Pommern », Das deutsche Fussball-Archiv (consulté le 22 avril 2009)

1 En 1937, le SC Preussen 1901 Stettin fusionna avec le 1. Stettiner Borussia-Poseidon pour former le SV Borussia/Preussen Stettin.

## Noms à l’époque / Noms actuels
- Köslin est aujourd’hui ⇒ Koszalin (Pologne)
- Kolberg est aujourd’hui ⇒ Kolobrzeg (Pologne)
- Lauenburg est aujourd’hui ⇒ Lębork (Pologne)
- Gollnow est aujourd’hui ⇒ Goleniów (Pologne)
- Gross Born est aujourd’hui ⇒ Borne Sulinowo (Pologne)
- Neustettin est aujourd’hui ⇒ Szczecinek (Pologne)
- Schneidemühl est aujourd’hui ⇒ Piła (Pologne)
- Stettin est aujourd’hui ⇒ Szczecin (Pologne)
- Stolp est aujourd’hui ⇒ Słupsk (Pologne)
- Stolpmünde est aujourd’hui ⇒ Ustka (Pologne)
- Swinemünde est aujourd’hui ⇒ Świnoujście (Pologne)

## Sources et liens externes
- The Gauligas Das Deutsche Fussball Archiv (in German)
- Germany - Championships 1902-1945 at RSSSF.com
- Die deutschen Gauligen 1933-45 - Heft 1-3 (de) Classements des Gauligen 1933-45, publisher: DSFS